# Antoine Lipkens
Antonie (Antoon) Lipkens, ook Antoine, (Maastricht, 1 januari 1782 – Warmond, 15 december 1847) was een Nederlandse ingenieur en uitvinder en eerste directeur van de Koninklijke Akademie te Delft, de latere Technische Universiteit Delft.
Lipkens was de zoon van een Maastrichtse lakenfabrikant en gemeentesecretaris en genoot zijn opleiding aan de École Polytechnique in Parijs. Na een carrière in het Franse leger keerde hij terug naar Nederland, doceerde landmeetkunde en richtte een school op voor kadastrale kaartenmakers. Door zijn goede relatie met koning Willem I werd Lipkens in 1828 aangesteld als vaste adviseur voor uitvindingen en octrooien bij het ministerie van Binnenlandse Zaken.
Tegelijkertijd zette Lipkens zich in voor de totstandkoming van een polytechnisch opleidingsinstituut in Nederland, waarbij hem ongetwijfeld de Franse instellingen als model voor ogen zullen hebben gestaan. In 1842 werd Lipkens de eerste directeur van de Koninklijke Akademie te Delft, de latere TU Delft.
Lipkens deed diverse uitvindingen zoals een mechanische rekenmachine en een duikboot. De meest succesvolle uitvinding was een optische telegraaf, de zogenaamde Lipkens.
In het hoofdgebouw van de TU Delft is de Lipkenszaal naar de oprichter van de universiteit genoemd. Tevens wordt jaarlijks de Lipkens-prijs uitgereikt.

## Levensloop

### Jeugd en vroege carrière
Lipkens was de zoon van Antonie Lipkens (1752-1817) en Maria Voskuil (1747-1808). Zijn grootvader was de Nederduitse predikant Henk Voskuil († 1793), hoogleraar in de welsprekendheid en het Grieks goed aan de Illustere school te Maastricht. Zijn vader was lakenfabrikant en koopman in lakens. Sassen (1972) vertelde over hem :
[Hij was een]... Doopsgezind lakenfabrikant en lid van het invloedrijke kapittel "La nouvelle alliance" binnen de vrijmetselaarsloge "La constance" . Hij staat bekend als een van de francofiele Maastrichtenaren, die zich na de inneming van de stad door de Fransen terstond in dienst stelden van het nieuwe bewind. In november 1794 werd hij benoemd tot lid van de "administratie" van het door de Fransen ingestelde arrondissement Maastricht; als zodanig had hij van 4 januari tot 15 december 1795 zijn standplaats in de stad. Na de opheffing van het arrondissement werd hij rechter in het "Tribunal civil" van het departement Nedermaas. In 1815 fungeerde hij als ouderling in de Nederduits-Hervormde gemeente. Hij woonde in de Bredestraat, later, na de dood van zijn vrouw, in de Lenculenstraat. Vier van zijn kinderen zijn op jeugdige leeftijd te Maastricht gestorven en begraven.
Antoine Lipkens bezocht in zijn geboorteplaats de lagere school en de in 1797 opgerichte École centrale du Département de la Meuse-Inférieure (Maastricht was van 1794 tot 1814 een Franse stad). Omstreeks 1800 vertrok hij naar Parijs om daar zijn studie voort te zetten aan de École polytechnique. Hij had door een misverstand het gevorderde examen, dat te Gent gehouden werd, niet kunnen doen en werd daardoor buitengewoon leerling; het kostte hem veel moeite, hiertoe van de autoriteiten vergunning te verkrijgen. Hierdoor kon hij ook niet de door hem gewenste carrière van ingenieur of officier volgen.
Reeds in 1802 doceerde hij geodesie aan een school te Montbrison. Hier werden landmeters opgeleid voor werk bij het kadaster. Hij wist de toenmalige minister van financiën Martin Michel Charles Gaudin, en latere hertog van Gaëta, te bewegen, dat dit opleiding tot voorbeeld voor heel Frankrijk werd. Hier bracht hij verschillende technische verbeteringen aan.

### Ingenieur-hoofdlandmeter en ingenieur-verificateur

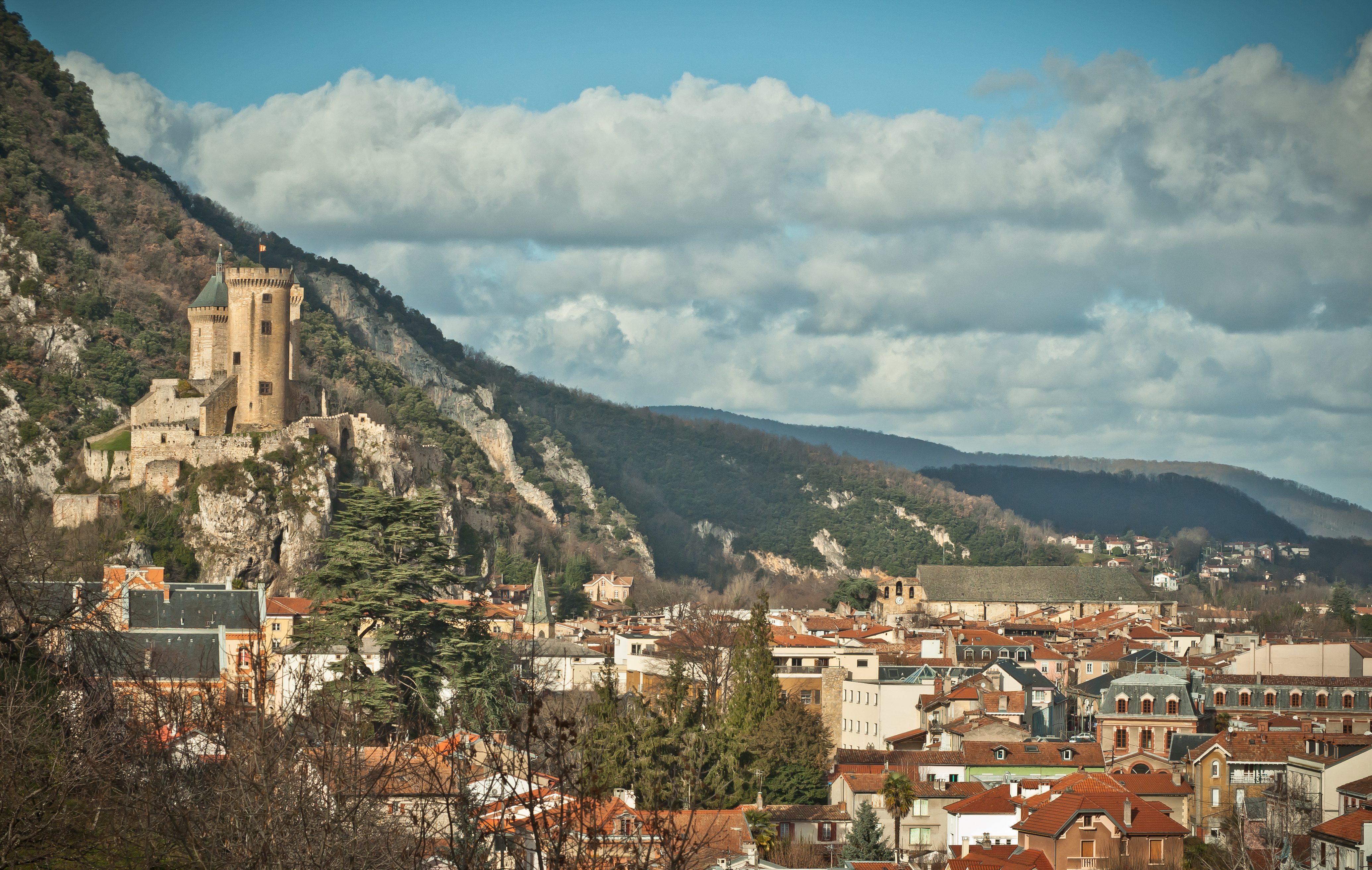
Blik op het stadje Foix in de Franse Pyreneeën.

In het volgende jaar werd hij ingenieur-hoofdlandmeter van het departement van de Loire. In de tijd van het keizerrijk, in de napoleontische tijd, werd hij verplaatst naar Bourges en vervolgens in 1813 naar Foix. Daar trad hij in dienst van generaal Michel Pascal Lafitte als hulp officier der genie, belast met de planning van de vestingbouw rond de stad. Dit stadje werd, ten tijde van de Zesde Coalitieoorlog, bedreigd door het binnendringen van de verenigde Engels-Spaanse legers. Als hulpofficier van de genie bewees Lipkens goede diensten, door op de steile rots, die Foix beheerst, de nodige kanonnen te hijsen en haar in een afdoende staat van verdediging te brengen.
Na het herstel van de onafhankelijkheid van Nederland keerde Lipkens naar zijn vaderland terug. Hij werd aangesteld als chef van de brigade-ingenieurs, die belast waren met het afbakenen van de grens tussen Frankrijk en de Nederlanden. Na voltooiing van deze opdracht werd hij benoemd tot ingenieur-verificateur van het kadaster in Luxemburg.
De wijze, waarop hij jonge lieden in korte tijd van de landmeetkunde op de hoogte wist te brengen, vestigde op hem de aandacht van curatoren van het athenaeum te Luxemburg, en hij werd, hoewel protestant, aan deze roomsch-katholieke inrichting leraar in de natuurkunde. Op het Kadaster zag hij in, dat het voor het goed functioneren van deze dienst van belang was, dat het personeel een goede opleiding ontving. Daarom riep hij een cursus ter opleiding in de geodesie in het leven. De lessen werden gegeven in het Luxemburgse Atheneum, waar hij reeds natuurkunde doceerde.
In deze tijd in Luxemburg vond Lipkens het spiegelkruis uit. Dat is een eenvoudig instrument is om zich in een lijn tussen twee punten te plaatsen, om zich in een punt, van waaruit twee andere punten onder enige bepaalde hoeken gezien worden, te plaatsen, en om loodlijnen uit te zetten. Het is, daar het geen vaste opstelling nodig heeft, en in de zak meegenomen kan worden, veel gemakkelijker dan de veel gebruikte blokhaak. Hogenda (2015) beschrijft meer in detail, dat het spiegelkruis "een klein cilindervormig toestel [was] met twee boven elkaar geplaatste spiegels. Kijkend in de spiegels zag de landmeter de jalons: rood-witte meetstokken die in het terrein werden geplaatst door een helper." Deze zogenaamde "spiegelpasser" bouwde voort op werk van de Londense instrumentmaker George Adams."

### Hoofdingenieur van het kadaster
Bij Koninklijk Besluit van 4 november 1826 werd Lipkens benoemd tot hoofdingenieur van het kadaster van het hele koninkrijk en verbonden aan het ministerie van Binnenlandse Zaken te Brussel als raad-adviseur voor de octrooien. Hier was hij, volgens Ramaer (1911), bijzonder op zijn plaats: Hij had met de tijd grote geschiktheid verworven voor het beoordelen van uitvindingen, en het nagaan, of met een uitvindingsoctrooi niet een ander benadeeld werd. Hij werd hierbij gesteund zijn uitgebreide kennis der werktuigkunde en door zijn zeldzaam groot geheugen.
In 1830 werd Lipkens, als lid van de commissie voor de tentoonstelling van nijverheid te Brussel, tot generaal rapporteur gekozen. Tegelijkertijd lagen de plannen gereed voor het stichten van een school voor kunsten en wetenschappen te Brussel. Van deze instelling zou hij directeur worden. Door de Belgische opstand van 1830 kon de tentoonstelling voor de nijverheid en de oprichting van de school voor kunsten en wetenschappen (‘Arts et métiers’) niet doorgaan.

### Adviseur voor zaken van werktuigbouwkunde
In oktober 1830 week Lipkens, die zeer aan het koninklijk huis gehecht was, uit naar de noordelijke Nederlanden. Hij vestigde zich in 's Gravenhage, waar het bureau der octrooien gevestigd werd. Het is aan dit bureau en gedeeltelijk aan Lipkens zelf, dat de Technische Hogeschool haar op technisch gebied uit de eerste helft der 19e eeuw zeer uitgebreide bibliotheek te danken heeft.

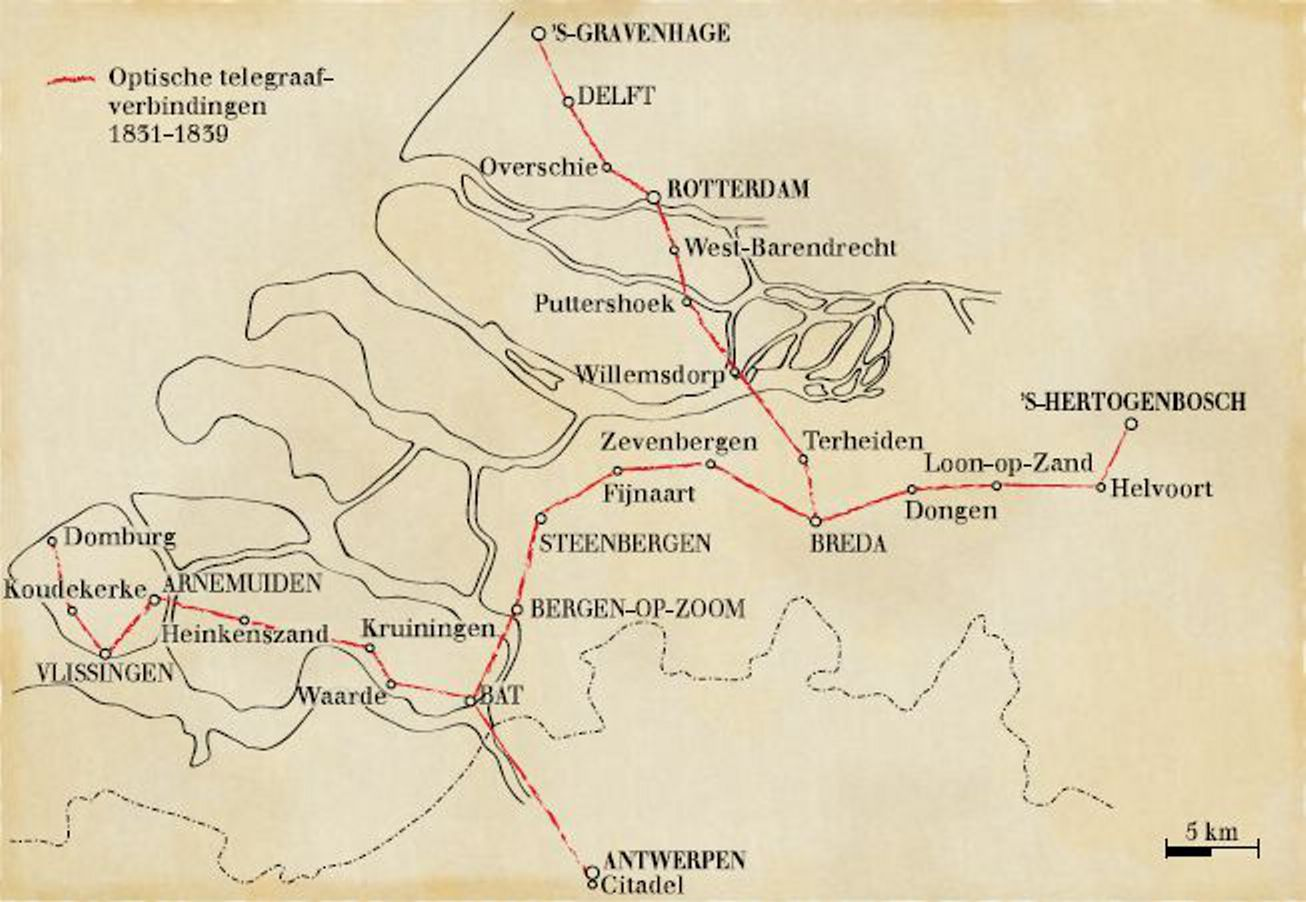
Optische telegraphie tussen 's Gravenhage, 's Hertogenbosch en Breda, 1835.

Tijdens de Belgische opstand bracht Lipkens binnen 14 dagen een telegraafverbinding tussen 's-Gravenhage, 's-Hertogenbosch en Breda tot stand. De optische telegraaf door Lipkens ontwikkeld werd naar hem vernoemd: de Lipkens.

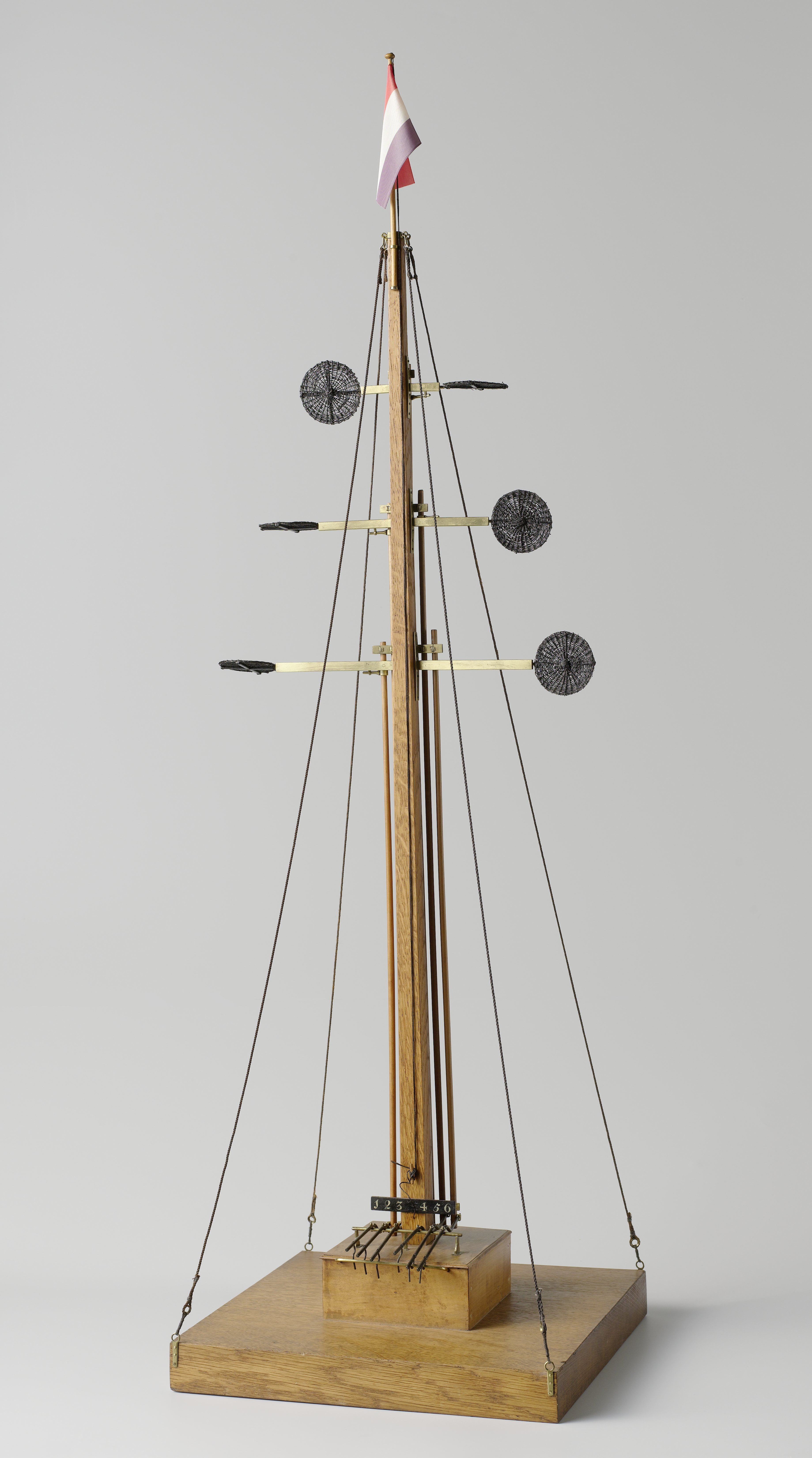
Model van een optische telegraaf
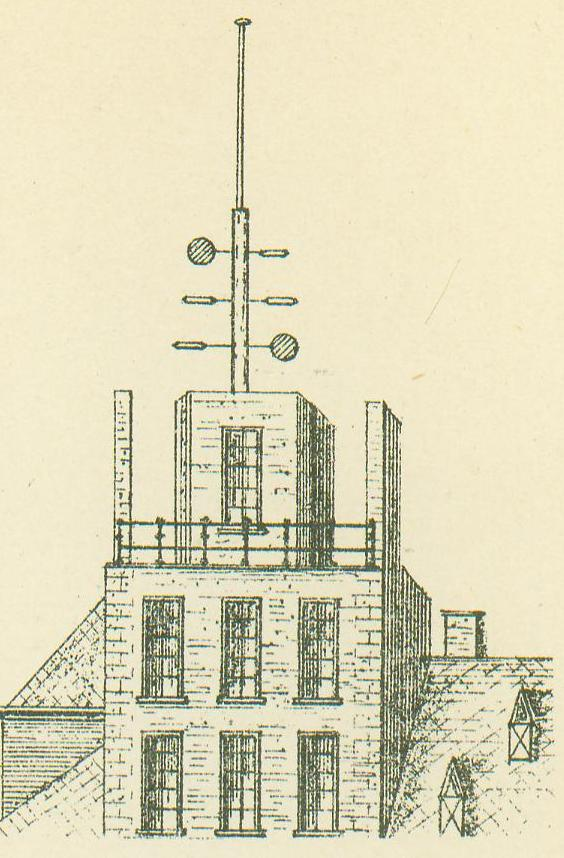
Lipkens telegraaf op een gebouw
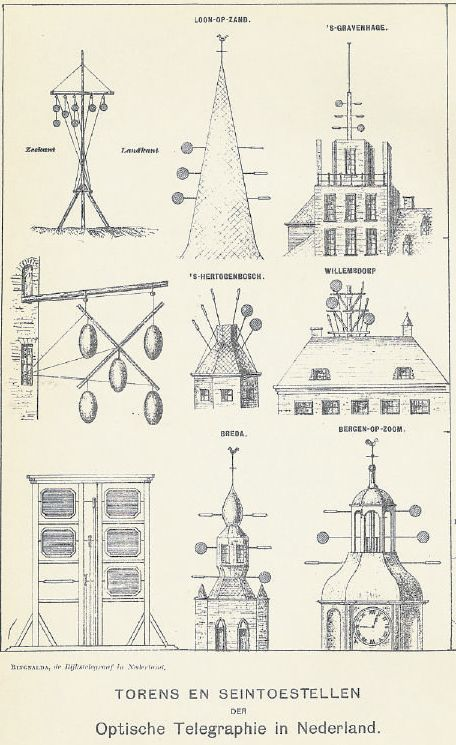
Optische telegraphie, 1835
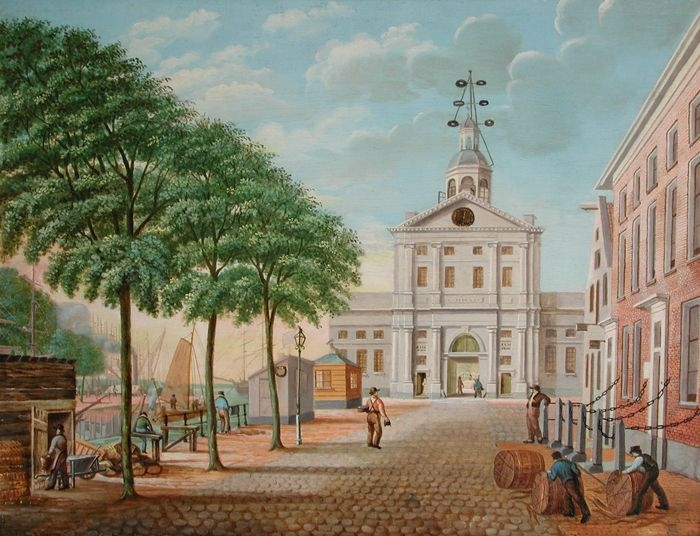
Telegraaf op Wester Nieuwehoofdpoort in Rotterdam

Na de Tiendaagse Veldtocht van 2 tot 12 augustus 1831, werd Lipkens benoemd tot adviseur voor zaken van werktuigbouwkunde bij het ministerie van Binnenlandse Zaken, Afdeling Onderwijs. In deze functie werden hem verschillende belangrijke opdrachten gegeven. Met name adviseerde hij bij de aanvraag van octrooien van allerlei uitvindingen en bij het in gebruik nemen van nieuwe toestellen door de overheid. In het bijzonder was hij betrokken bij de drooglegging van het Haarlemmermeer, en bij de invoering van duikertoestellen bij het redden van drenkelingen en de berging van scheepsladingen. Hij sloeg een aanbod af, hem door Leopold I van België gedaan, om de school, die in 1832 opgericht zou worden, te Brussel te komen dirigeren.
Sinds 1837 was hij belast met de jaarlijkse controle op gewichten en balansen van de Rijksmunt en haar kantoren van waarborg. Dit vond plaats kort nadat hij in opdracht van het rijk een standaardmeter uit Parijs naar Delft had overgebracht. H.K. Makking (1996) verteld hierover:
In zijn functie als raadsadviseur voor octrooien controleerde Lipkens in 1837 de standaarden, waarbij hij constateerde dat de Nederlandse standaarden wellicht te licht waren. De ijkers dienden bij het controleren van de maten en gewichten met hun standaarden veel nauwkeuriger te werk te gaan dan ze gewend waren. In het bijzonder was dat het geval bij de verificatie van de meetmiddelen van de Rijksmunt en de Waarborg. Er bleken nogal eens verschillen voor te komen, die Lipkens - zelf buitengewoon geïnteresseerd in alles wat te maken had met maten, gewichten en standaardisering - onacceptabel achtte. In 1837 kreeg Lipkens de opdracht jaarlijks de gewichten en balansen van de Rijksmunt en de Waarborg te verifieren. Tegelijkertijd moest hij arrondissementsijkers onderrichten in het verifieren en justeren van nauwkeurige balansen. Daarom werd hij in 1838 naar Parijs gezonden - in gezelschap van de wiskundigen Rehuel Lobatto (1797-1866) en P.J. Uylenbroek - om nieuwe nationale standaarden, drie meters en drie kilogrammen, te laten vervaardigen volgens de standaarden die in Parijs lagen.

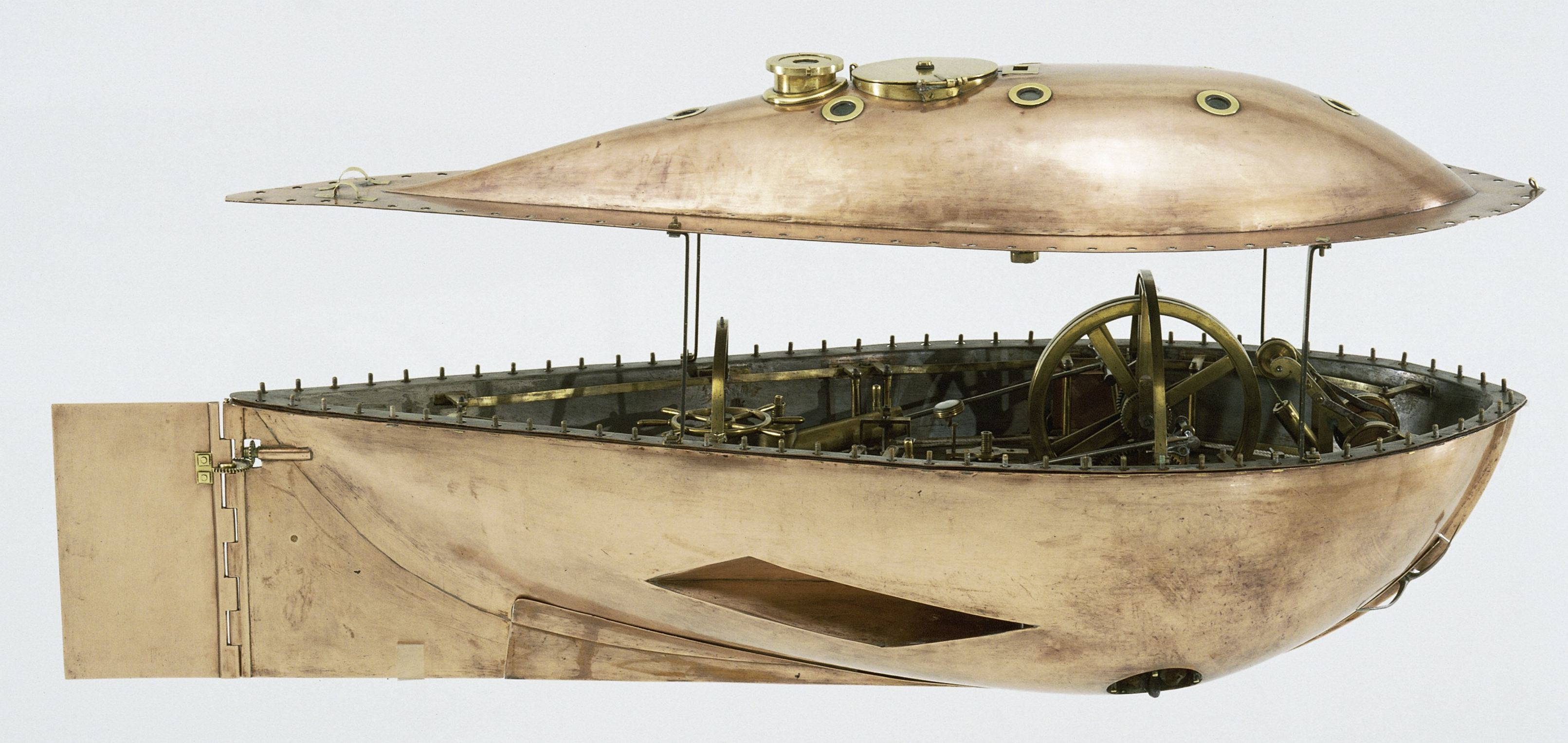
Model van duikboot van Lipkens en Olke Uhlenbeck, 1835-1840.

In deze tijd valt ook een uitzending naar Engeland om kennis te nemen van de zogenaamde "onderzeesche torpedie." Hij slaagde erin een middel te vinden om zich met een duikerschip op willekeurige diepte onder water te begeven, enige uren aldaar te leven, zich voort te bewegen in alle gewenste richtingen en de vijandelijke schepen aan te vallen en te vernielen. Een model daarvan was in 1851 aan de academie te Delft, maar is daar reeds sedert jaren niet meer; het geheim van den onderzeese brander vertrouwde hij alleen toe aan Prins Frederik en aan zijn vriend Uylenbroek. Het is waarschijnlijk nimmer openbaar gemaakt.

### Haarlemmermeercommissie
In maart 1840 werd hij in een commissie benoemd om na te gaan, of stoombemaling bij droogmaking van het Haarlemmermeer de voorkeur boven windbemaling verdiende. Deze commissie beantwoordde in hetzelfde jaar deze vraag bevestigend, en bij K.B. van 27 Oct. 1840 werd Lipkens lid der commissie van toezicht en beheer van deze droogmaking. Hij mocht het einde harer werkzaamheden niet beleven.
Lipkens had ook de hand in het ontwerp van het stoomgemaal. In de stoomgemalen van de Haarlemmermeer waren de kleppen voorzien van kettingen om de grote schokken, door soms meegevoerde grote voorwerpen, te voorkomen. Op 18 augustus 1841 werd hij benoemd tot Staatsraad in buitengewone dienst. In 1842 werd Willem Lodewijk Overduyn hem als assistent toegewezen.

### Koninklijke academie te Delft

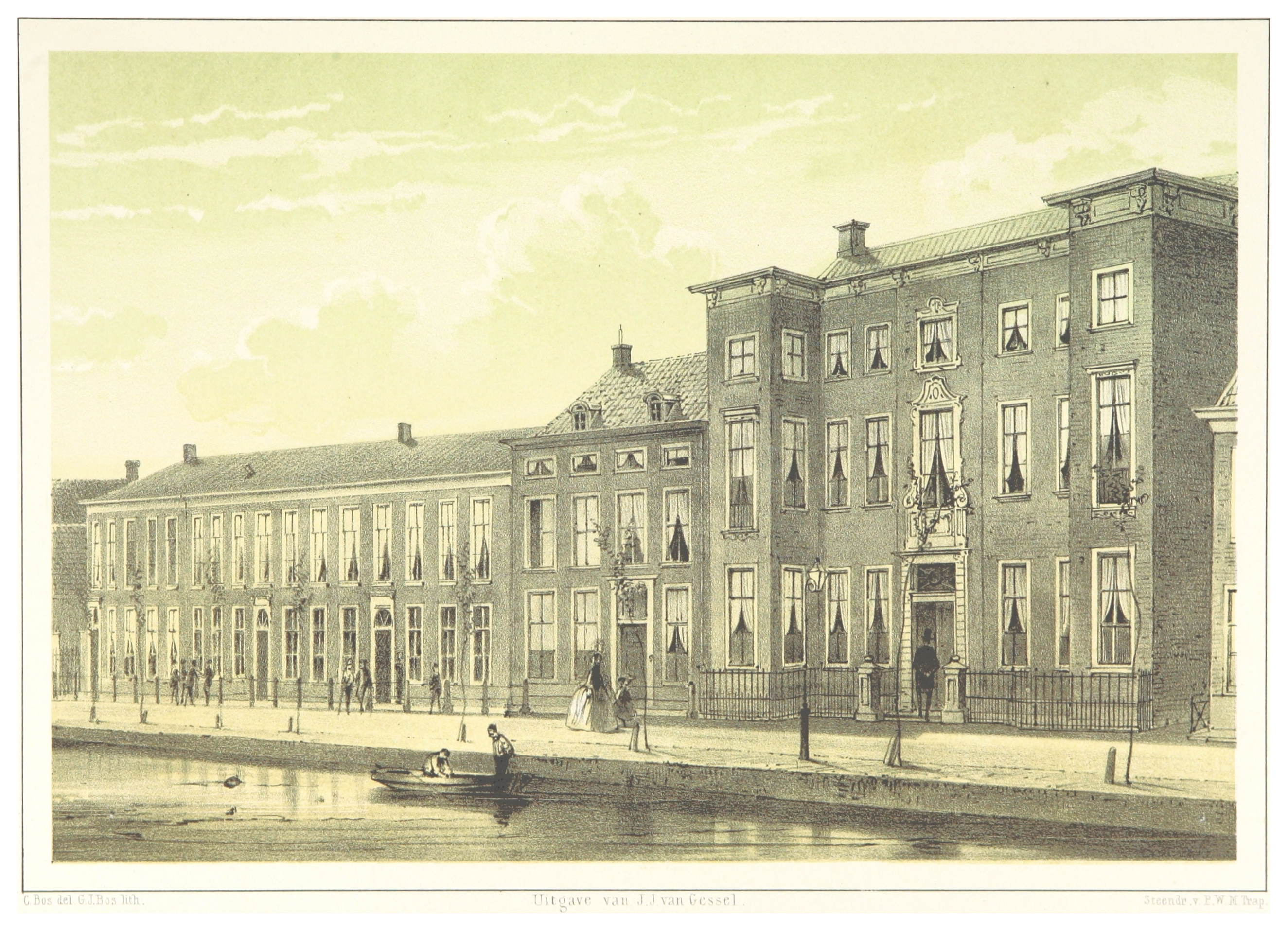
Koninklijke Akademie te Delft.

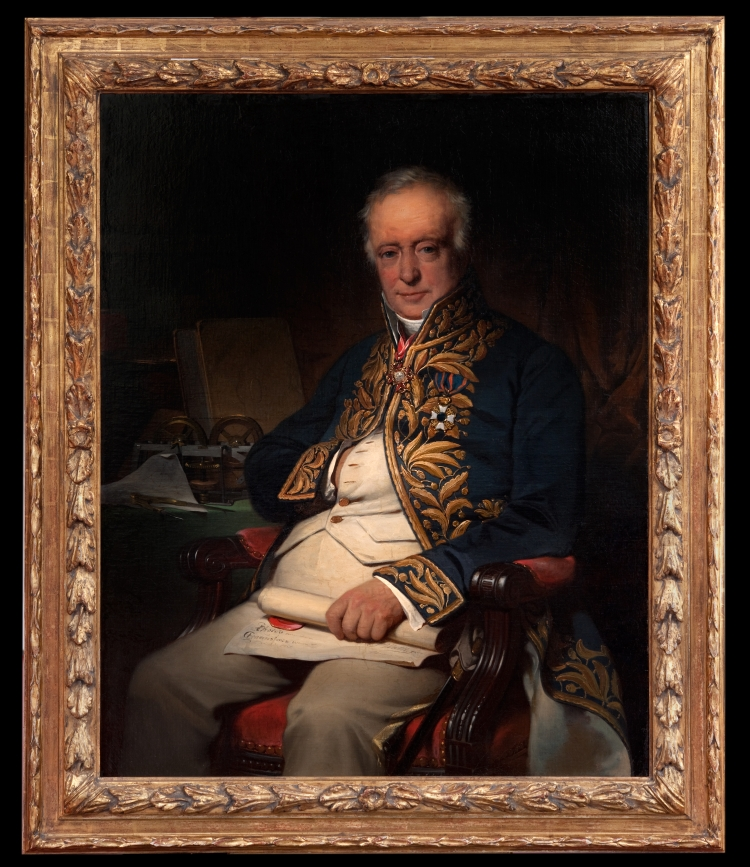
A. Lipkens, eerste directeur van de Koninklijke Akademie voor Civiel Ingenieurs (1842-1846).

Op 4 januari 1842 had Lipkens zijn eerste bespreking met de prins van Oranje over het oprichten van een akademie in Delft. Precies één jaar later, 4 januari 1843, werd de Koninklijke Akademie officieel geopend; Lipkens werd de eerste directeur. De opleiding kreeg een andere vorm, dan die in 1830 te Brussel opgericht zou zijn. H.K. Makking (1996) beschrijft verder:
Lipkens werd directeur van de Akademie en ontwikkelde een onderwijsplan, waarvan bij Koninklijk Besluit van oktober en november 1842 de studieprogramma's werden vastgesteld: Civiel ingenieur, Scheepsbouw, Mijningenieur, IJk en Accijnsen, Schei- en Werktuigkunde, Handel, O.I.-Ambtenaren 1e klas en O.I.-Ambtenaren 2e klas. Bij Koninklijk Besluit van 20 oktober 1842 werden de toelatingseisen, het studieprogramma en de samenstelling van het bestuur geregeld. Bij Koninklijk Besluit van 29 oktober 1842 volgde de benoeming van R. Lobatto, W.L. Overduin en T. Roorda tot hoogleraar. De Minister van Binnenlandse Zaken werd belast met de uitvoering van het onderwijsplan.
De academie werd 4 januari 1843 geopend onder de naamKoninklijke Akademie ter opleiding van burgerlijke ingenieurs zo voor 's lands dienst als voor de nijverheid en van kweekelingen voor den handel. Per 1 september 1845 werd hem Gerrit Simons als adjunct-directeur toegevoegd. En per 1 september 1846 kreeg hij, wegens gezondheidsredenen, zijn ontslag. Hij vestigde zich te Warmond, waar hij slechts ruim een jaar van zijn rust mocht genieten. Hij overleed op 15 december 1847.

### Verdere activiteiten
Kort voor zijn ontslag vervaardigde Lipkens een rekenmachine, waarmee optelling, aftrekking en vermenigvuldiging verricht konden worden. Hij kon geen goede wijze van bewerking der deling met deze machine vinden, en vernietigde haar om die reden.
Lipkens werd in 1827 benoemd tot corresponderend-lid van het Koninklijk Nederlands Instituut te Amsterdam, het later Koninklijke Nederlandse Akademie van Wetenschappen. In 1836 werd hij tot lid benoemd, en in 1846 werd hij op zijn verzoek rustend lid. Verder werd hij in 1837 lid van het Bataafs Genootschap voor Proefondervindelijke Wijsbegeerte.
Hij was commandeur in de Orde van de Nederlandse Leeuw, staatsraad in bijzondere dienst en in 1844 onderscheiden als ridder in de Russische Orde van Sint-Stanislaus (tweede klasse). In Nederlands zijn straten vernoemd naar Lipkens in Maastricht, Delft en Hoofddorp.

### Personalia
Lipkens trouwde met Catharina Cecilie Delahaye, geboren in Rouen in 1787. Zij overleefde Lipkens anderhalf jaar, en overleed in Maastricht op 10 juni 1849.

## Publicaties
- A. Lipkens. Brieven van Antoine Lipkens aan den Redacteur van hetBulletin général et universel des annonces et des nouvelles scientifiques. 1824.
- A. Lipkens en W.J. Kempees (vert.) Verhandeling over het Spiegelkruis, Delft, 1847.

Publicaties over Lipkens
- Anoniem. Notice biographique sur Antoine Lipkens, commandeur de l'ordre royal du Lion-néerlandais, ancien ingénieur et chef du cadastre ..., 's Gravenhage : Léopold Loebenberg, 1848
- A.J. van der Aa (red.), "LIPKENS (Antoine)," in: Biographisch Woordenboek der Nederlanden. 1865. p. 502-503.
- Adri den Boer. "Lipkens 20 jaar terug in Delft," in: Geo-Info, 2014-4, p. 38-40
- J.A. Bruggemans (1975) Lipkens 1829-1849 merendeel 1829-1847; nummer toegang 2.21.110 Nationaal Archief, Den Haag
- Lewis Cohen Stuart. "Het spiegelkruis van LIPKENS, naar de constructie van HUESE." in: Notulen Kon. Inst. v. Ing. 1861-1862, blz. 90 en 128.
- W. J. Kempers. Verhandeling over het spiegelkruis: uitgedacht door Lipkens. De Groot, 1845
- J.C. Ramaer, "Lipkens, Antoine," in: P.C. Molhuysen en P.J. Blok (red.), Nieuw Nederlandsch biografisch woordenboek. Deel 2. A.W. Sijthoff, Leiden 1912. p. 824-827
- A. Tutein Nothenius, "Antoine Lipkens," in: Tijdschrift voor Kadaster & Landmeetkunde, 1950, p. 84 e.v.
- W. Vrolijk, Secretaris afdeling Natuurkunde van de KNAW. "Antoine Lipkens," Levensbericht KNAW-leden (KNAW) in: Jaarboek van het Koninklijk-Nederlandsche Instituut van Wetenschappen, 1849. p. 95-96